# Gabales
Les Gabales – latin Gabali – sont un peuple gaulois, client des Arvernes demeurant en Gévaudan (devenu à la Révolution le département de la Lozère).
Ils participent à la coalition gauloise aux côtés des Arvernes. En 52 av. J.-C. ils participent à l'attaque de la Narbonnaise avec les Nitiobroges et les Rutènes sous le commandement de Lucterios avant de s'en prendre aux Helviens.

## Leur chef-lieu antique

La cité des Gabales et son réseau de routes.

Leur chef-lieu gallo-romain était Anderitum, présente sur la Table de Peutinger, sur une grande voie qui reliait Lyon à Rodez.
L'étymologie du nom de la ville est gauloise : il s'agirait du "grand gué : *ande *ritum.
C'est sans doute vers la fin du IIIe siècle que le nom de la ville ad Gabalos apparaît ; l'évolution en langue d'oc Gaboul est attestée au XIIIe siècle, et, avec l'évolution en latin vulgaire (ga- > ja-) puis en occitan, Jàvols, soit Javols en français. Le nom de Gévaudan est d'ailleurs également lié à ce peuple. Les dernières fouilles archéologiques ont été menées jusqu'en 2010.

## Autres lieux de vie

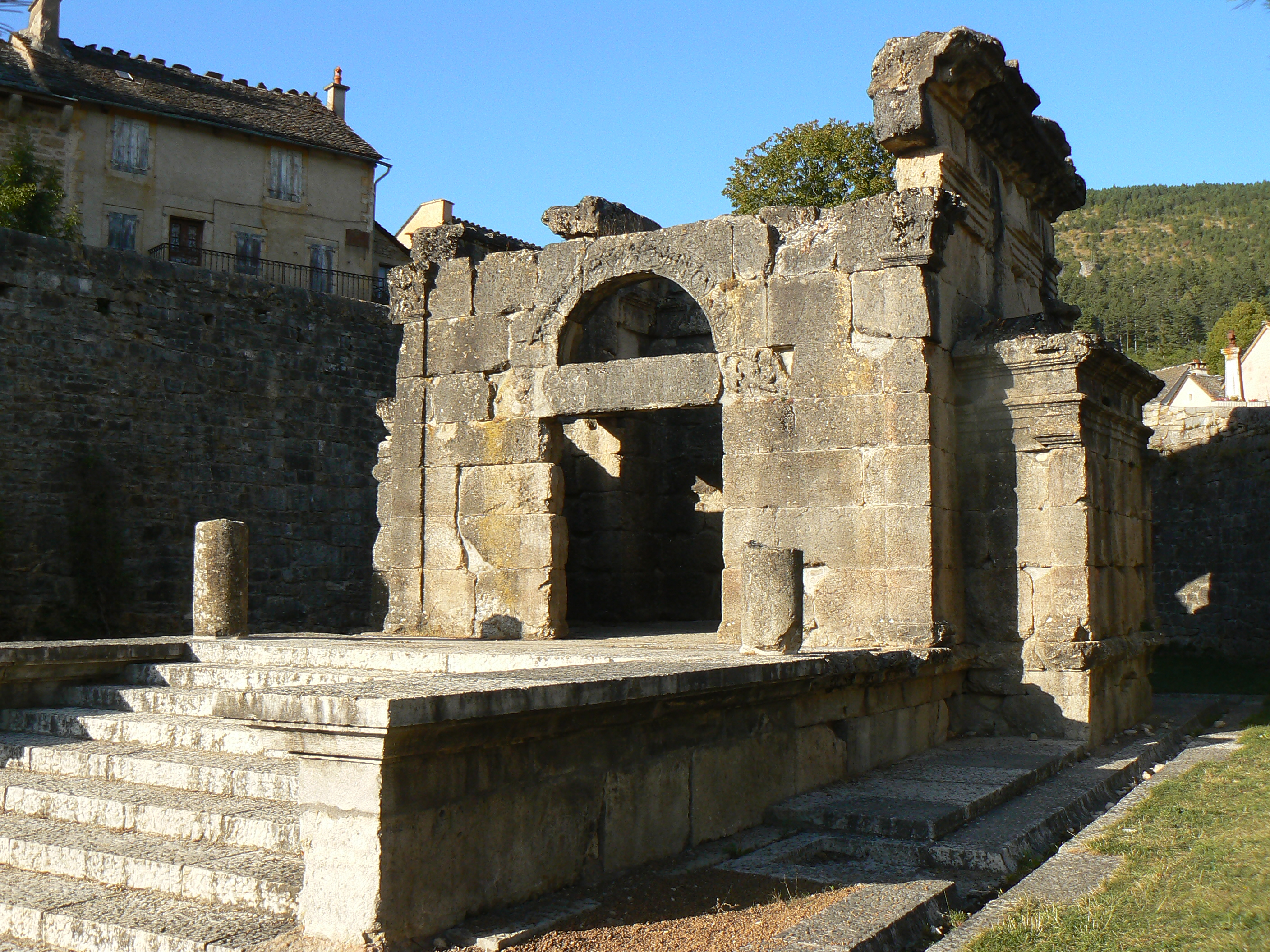
Le mausolée romain de Lanuéjols

On sait peu de choses sur les habitations principales des Gabales. Outre Javols, le village de Banassac s'est développé du temps de l'occupation romaine. Le truc de Saint-Bonnet-de-Chirac leur servait vraisemblablement de lieu de culte, tout comme le sommet du truc de Grèzes. D'ailleurs le village de Grèzes (Gredone à l'époque) semble avoir servi de forteresse avant la venue des Romains, puisque c'est sans doute là qu'une partie des premiers Gabales se seraient installés à leur arrivée dans la région afin de se protéger des autochtones. Toujours est-il que la forteresse gallo-romaine sera fort longtemps le lieu de défense privilégié de la population. C'est ainsi là qu'elle se réfugie pendant la première invasion des Alamans au IIIe siècle, résistant à un siège de deux ans, repoussant l'envahisseur après le martyre de saint Privat. C'est Grégoire de Tours qui nous apprend que le peuple de l'évêque « était enfermé dans les retranchements du camp de Gréze ». Saint Privat fut retrouvé par les Alamans dans les grottes qu'il avait aménagées en ermitage sur le mont Mimat. Des fouilles montrent qu'il y avait sans doute des habitations au pied de ce mont, un bourg du nom de Mimata, aujourd'hui Mende.
La vallée du Lot vers Mende, et celle de ses voisines la Nize et le Bramont, sont semble-t-il des lieux appréciés par les Romains puisque des traces de villae ont été retrouvées à Sirvens (Mende) et surtout un imposant mausolée romain se trouve à Lanuéjols. On sait d'ailleurs que les Romains appréciaient les eaux du Gévaudan, puisqu'ils ont laissé des traces à Bagnols-les-Bains (anciennement aquae calidae, comme beaucoup de cités thermales) ainsi qu'à la source de Saint Frézal à côté de La Canourgue-Banassac. Tout ceci laisse supposer que les Gabales devaient déjà avoir des habitations vers ces endroits avant l'arrivée des Romains. Pline l'Ancien rapporte par ailleurs qu'à Rome on se délectait des fromages provenant du pays gabale produit sur le mont Lozère.
Enfin, l'autre cité importante des Gabales semble être Condate (aujourd'hui vers Saint-Bonnet-de-Montauroux) qui était un lieu de contact avec les Vellaves, et peut-être de surveillance, compte tenu de la proximité avec les Helviens et la présence de nombreux cours d'eau en défense naturelle.

## Étymologie
En langage gaulois, le terme gabal désignait une fourche. On retrouve ce terme en breton avec gaol (qui vient de gabl) et en vieil irlandais gabul. Par extension, le terme gabal a semble-t-il donné le terme français javelot. Le nom de Gabales signifierait ainsi : « les hommes aux javelots ».

## La guerre des Gaules
On retrouve le peuple Gabale à deux reprises dans De bello gallico de Jules César, dans un premier temps, il est expliqué que les Gabales sont clients des Arvernes et suivent les ordres de Vercingétorix. Dans le livre septime, on apprend que Luctérius, le Cadurque, prépare des troupes pour attaquer la cité narbonnaise :

« Il s'avance chez les Nitiobroges et les Gabales, reçoit de l'un et de l'autre état des otages, et, ayant réuni une forte troupe, entreprend d'envahir la Province, en direction de Narbonne. »

— Jules César, De bello Gallico, Livre VII, chap.VII

Une fois la victoire gauloise à Gergovie passée, lesdits Gaulois tentent de repousser les Romains dans leur Province. Ainsi on apprend que : 

« De l'autre côté, il lance les Gabales et les plus proches cantons des Arvernes contre les Helviens »

— Jules César, De bello Gallico, Livre VII, chap.LXIV
Les Helviens subissent des défaites, mais la tentative gauloise contre la Narbonnaise sera vaine.
Depuis Alesia Vercingétorix appelle alors une nouvelle fois les Gabales à l'aide :

« On demande aux Éduens et à leurs clients, Ségusiaves, Ambivarètes, Aulerques Brannovices, trente-cinq mille hommes ; un chiffre égal aux Arvernes auxquels on joint les Éleutètes, les Cadurques, les Gabales, les Vellaves, qui sont depuis longtemps sous leur domination ; ... »

— Jules César, De bello Galico, Livre VII, chap.LXXV
Comme Bordeaux, en Aquitaine, Eauze en Novempopulanie, Gabales est représenté au Concile d'Arles en 314, selon L. Duchesne "Les fastes épiscopaux de l'ancienne Gaule", tome II, page 9, Paris 1894 et 1900.